# 로베르토 멜로니 (유도 선수)
로베르토 멜로니(이탈리아어: Roberto Meloni, 1981년 2월 20일~)는 이탈리아의 전직 유도 선수이다. 올림픽 3회(2004, 2008, 2012) 참가했으며 세계 선수권 대회에서 동메달 1개, 유럽 선수권 대회에서 은메달 1개, 동메달 3개를 획득했다.